# Коппола, Франко
Франко Коппола (итал. Franco Coppola; род. 31 марта 1957, Малье, Италия) — итальянский прелат и ватиканский дипломат. Титулярный архиепископ Винды с 16 июля 2009. Апостольский нунций в Бурунди с 16 июля 2009 по 31 января 2014. Апостольский нунций в Чаде с 31 января 2014 по 9 июля 2016. Апостольский нунций в Центральноафриканской Республике с 2 апреля 2014 по 9 июля 2016. Апостольский нунций в Мексике с 9 июля 2016 по 15 ноября 2021. Апостольский нунций в Бельгии с 15 ноября 2021. Апостольский нунций в Люксембурге с 14 декабря 2021.    